# Antoni Krauze (oficer)
Antoni Krauze (ur. 19 grudnia 1900 w Częstochowie, zm. 30 lipca 1983 tamże) – polski urzędnik bankowy, porucznik piechoty Wojska Polskiego i Armii Krajowej, kawaler Orderu Virtuti Militari.

## Życiorys
Urodził się 19 grudnia 1900 w Częstochowie, w rodzinie Nikodema i Franciszki z Bugajskich. Zdał maturę w Wilnie.
16 października 1918 wstąpił do Polskiej Siły Zbrojnej i został przydzielony do 9. kompanii 1 pułku piechoty w Ostrowi Mazowieckiej. Później został przeniesiony do 22 pułku piechoty w Siedlcach i przydzielony do kancelarii Dowództwa Okręgu Generalnego Lublin, z której uciekł do pułku na froncie pod Pińskiem. Od kwietnia 1919 walczył na froncie polsko-bolszewickim. Za szczególne poświęcenie w czasie walk o Kukujewicze i ofensywy pod Warszawą odznaczony został Krzyżem Srebrnym Orderu Virtuti Militari. W bitwie pod Włodzimierzem Wołyńskim został ranny. Służył w 22 pułku piechoty, w stopniu plutonowego. W sierpniu 1922 został zdemobilizowany.
Podjął pracę w Oddziale Banku Polskiego w Częstochowie, w charakterze kasjera. 13 stycznia 1927 prezydent RP mianował go podporucznikiem rezerwy ze starszeństwem z 1 lipca 1925 i 637. lokatą w korpusie oficerów piechoty. Na porucznika rezerwy awansował ze starszeństwem z 19 marca 1939 i 479. lokatą w korpusie oficerów piechoty. W 1934, jako oficer rezerwy pozostawał w ewidencji Powiatowej Komendy Uzupełnień Częstochowa. Posiadał przydział w rezerwie do 27 pułku piechoty w Częstochowie.
W 1939, powtórnie zmobilizowany, walczył w szeregach 40 pułku piechoty(?).
Po klęsce wojsk polskich, aresztowany przez Niemców. Po ucieczce z obozu zamieszkał w Częstochowie i pracował w Biurze Handlowym Start. Działał w strukturach Armii Krajowej. Po wojnie szykanowany przez władze komunistyczne.
Zmarł w Częstochowie, spoczywa na cmentarzu świętego Rocha.
Był żonaty z Haliną Nałęcz-Gembicką, z którą miał dwie córki: Krystynę (ur. 1930) i Zuzannę (ur. 1936).

## Ordery i odznaczenia
- Krzyż Srebrny Orderu Wojskowego Virtuti Militari nr 1308[1] – 28 lutego 1921[4]
- Krzyż Walecznych nr 19683 – 6 maja 1921[10][9]
- Medal Pamiątkowy za Wojnę 1918–1921[11]
- Medal Dziesięciolecia Odzyskanej Niepodległości[11]
- Odznaka za Rany i Kontuzje z jedną gwiazdką[11]